# Ani Schnarch
Ani Schnarch (ebraică אנני שנרך; n. 27 noiembrie 1959, București, România) este o violonistă română de origine israeliano-britanică. În prezent ește profesoară la Royal College of Music din Londra. Este câștigătoare a premiilor Mozart Memorial (Anglia) și Francois Shapira (Israel).

## Cariera
Schnarch s-a născut în București și a început să cânte la vârsta de șapte ani. 
În 1974 s-a mutat în Israel și și-a continuat studiile cu profesorul Felix Andrievsky în școli de muzică cum ar fi Universitatea din Tel Aviv, Academia de Muzică Samuel Rubin și Colegiul Regal de Muzică. Este cunoscută pentru interpretarea operei Bartók la concertele din Purcell Room⁠(d) și respectiv, Wigmore Hall⁠(d). 
Ea apare, de asemenea, pe posturile publice de televiziune și de internet din Marea Britanie, Statele Unite ale Americii, Austria, Franța, Germania, Norvegia, România natală și Israel. 
Anterior, ea a apărut cu orchestre israeliene precum Filarmonica Israeliană, Simphony Jerusalem și orchestre de cameră precum Haifa Symphony și Israel Simfonietta. A cântat, de asemenea, cu orchestre spaniole cum ar fi Malaga și Sevilla symphonies, precum și cu London Mozart Players și Oslo Philharmonic. Ani Schnarch a participat la diferite festivaluri de muzică din Bergen, Bowdoin, Lake District și Festivalul Internațional de Muzică Bath⁠(d) la care a interpretat pe o vioară din 1745 a lutierului Giovanni Battista Guadagnini⁠(d).